# 十六分音符

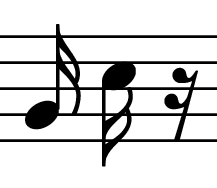
図1 幹が上向きの16分音符、幹が下向きの16分音符、16分休符

図2 つながった4つの16部音符

十六分音符（じゅうろくぶおんぷ、アメリカ英語：sixteenth note、イギリス英語：semiquaver）は、八分音符の半分の長さで演奏される音符。15世紀の記譜法に初めて見られる定量記譜法におけるsemifusaに相当する(Morehen and Rastall 2001)。
16分音符は、楕円で中黒の符頭と2つの旗がついたまっすぐな符幹で書かれる（図1参照）。1つの16分音符には常に旗が付いているが、2つ以上の16分音符は通常まとまって桁でつなげられる(Gerou 1996, p. 211)。相当する記号に16分休符があり、同じ時間の休止を表す。幹のある全ての音符と同様、16分音符は五線譜の中線より下にある（声楽では中線上にある場合も）ときは、幹を符頭の右側で上向きに書き、中線上（器楽において）または中線より上にあるときは、幹を符頭の左側で下向きに書く。旗は常に幹の右側にあり、右にカーブしている。上を向いた幹では旗は上から始まって下にカーブし、下を向いた幹では旗は下から始まって上にカーブする。複数の16分音符や8分音符（または32分音符など）が隣り合っている場合には旗は桁によりつなぐことができる（図2参照）。16分音符と8分音符の表記は似ているため注意が必要である。同様のルールは32分音符や64分音符のような小さな区分にも適用される。
Unicodeにおいて、U+266C (♬) は桁でつながれた16分音符である。
定量記譜法のsemifusaに由来するが、semifusaは現在、スペイン語、カタルーニャ語、ポルトガル語では64分音符を意味する。